# Шамкорское перемирие
Шамкорское перемирие (груз. შამქორის ზავი) — заключённое в сентябре 1401 года между царём Грузии Георгием VII и Тамерланом, правителем империи Тимуридов, которое длилось несколько месяцев.
Шамкорскому перемирию предшествовал поход Тамерлана в Грузию. В конце 1401 года Тамерлан в седьмой раз вторгся в Грузинское царство. Георгию VII пришлось просить мира, и он отправил своего брата Константина. Тамерлан готовился к сражению с Османской династией и, видимо, хотел заморозить сложившуюся в данное время ситуацию в Грузии, пока он не сможет вернуться, чтобы разобраться с ней более решительно и основательно.
Таким образом, он заключил перемирие с Георгием VII, предусмотрев следующие условия:
Грузия обязывалась:
- платить ежегодную дань;
- предоставить войска для армии Тамерлана и участвовать в его походах;
- разрешить транзит армии Тамерлана и защищать свободу передвижения по дорогам Грузии;
- особые привилегии для мусульман в православной Грузии;
- не исповедовать христианство на мусульманских территориях.

Взамен Тамерлан пообещал Грузии мир и неприкосновенность.
Тамерлан наградил грузинских послов прекрасными мантиями и ценными подарками, довольный тем, что «упрямые склонили свои головы в ярмо покорности». Тем не менее, Тамерлан предпринял некоторые превентивные меры и нарушил договор: напал на грузинский гарнизон Тортума, разрушив цитадель и разграбив окрестности.